# Lixeira
Lixeira (português brasileiro) ou caixote do lixo ou balde do lixo (português europeu) é um repositório onde se armazena lixo temporariamente. É muito comum em centros urbanos, onde o lixo jogado na rua pode causar a proliferação de animais transmissores de doenças e pode também entupir bueiros, causando enchentes.

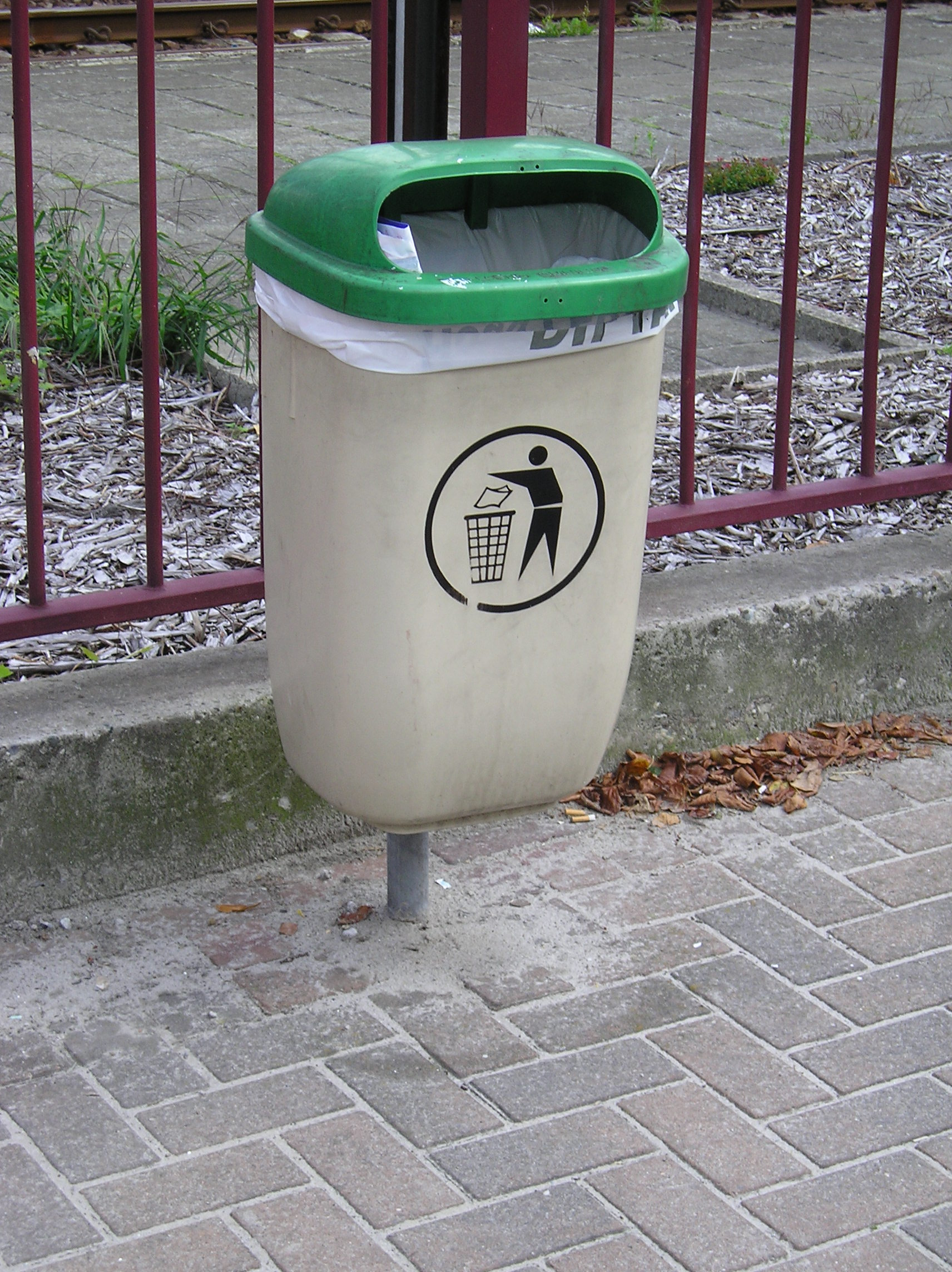
Papeleira em uma centro urbano com a indicação internacional "jogue no lixo", em Lebbeke, na Bélgica.

É muito comum, por parte de prefeituras, haver campanhas para a conscientização da população para jogar lixo nas lixeiras. Frases como "jogue lixo no lixo" ou "não suje a cidade" são comuns em lixeiras. Frases agradecendo o ato também são comuns, como por exemplo: "Obrigado" ou "Agradecemos a sua colaboração".
Brasil
No Brasil, as lixeiras disponibilizadas pelas prefeituras são oficialmente chamadas "papeleiras".
No país, a utilização de latas ou tambores para o acondicionamento de lixo e posterior recolhimento pelos caminhões de lixo entrou em desuso a partir do início da década de 1970 (permanecendo, no entanto, as lixeiras que recolhem o lixo dos transeuntes de rua). Fatores como higiene e a praticidade para a coleta foram os que mais influenciaram a troca desses vasilhames por sacos plásticos. Deve se salientar que a entrada da iniciativa privada, num processo de terceirização dos serviços de Limpeza Pública, muito contribuiu para a evolução dos sistemas de prestação dos serviços relacionados aos resíduos sólidos. O fim das latas de lixo foi um deles, pois, com a colocação de veículos compactadores em conjunto com a obrigatoriedade da utilização de sacos plásticos, aumentou consideravelmente a velocidade de coleta, permitindo uma redução no volume de veículos componentes da frota.
O maior caixote do lixo do mundo foi colocado no Parque da Bela Vista, em Lisboa. Feito em alumínio, media 7,13 metros de altura e 4,76 metros de diâmetro.
O modelo clássico americano de "latão de lixo" foi destaque no desenho Top Cat na década de 1960. Hoje é usado como objeto de decoração vintage e como utilitário na área de serviço, como cesto de roupas ou como embalagem de ração de animais de estimação.

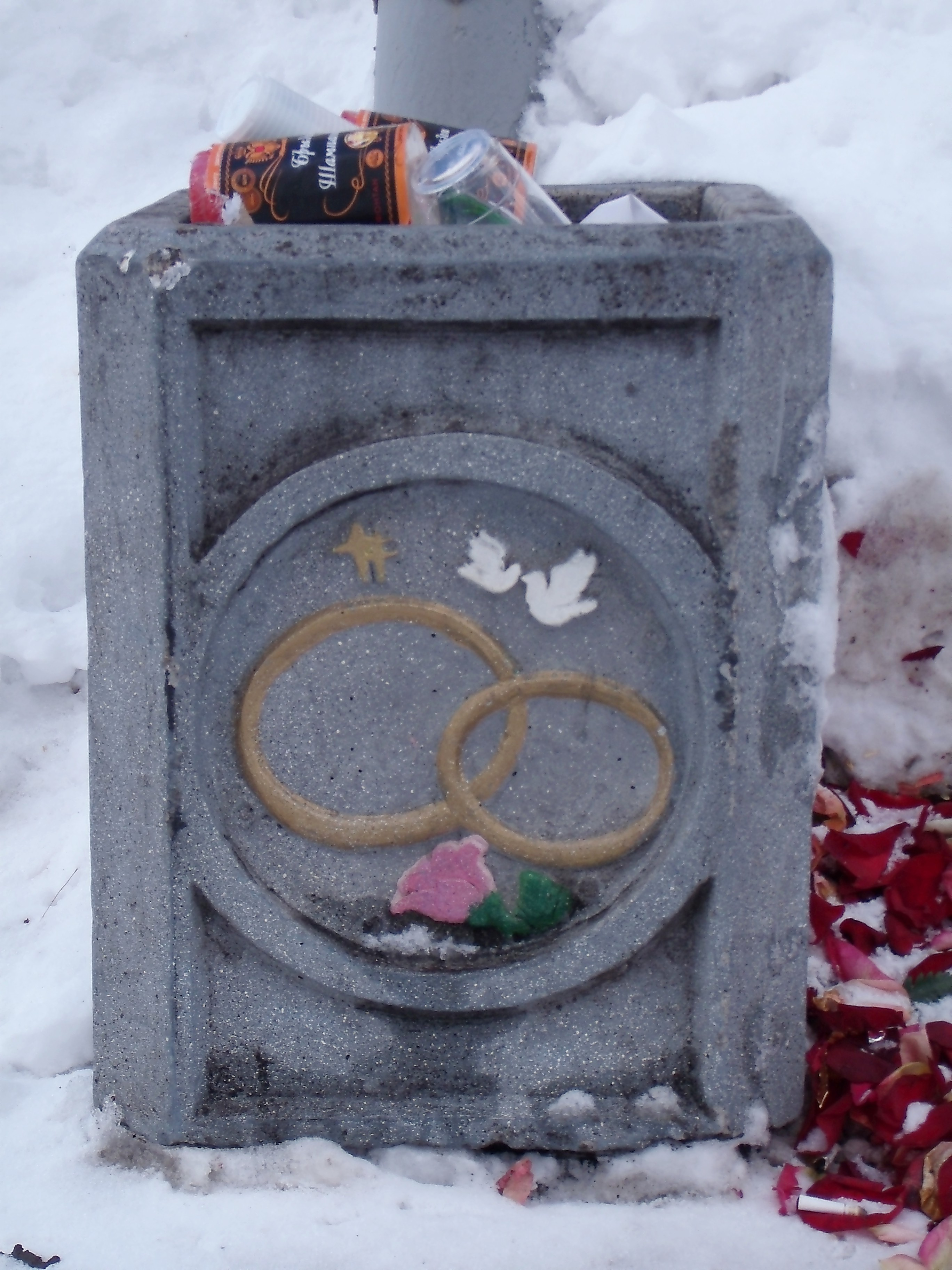
Lixeira em São Petersburgo, Rússia
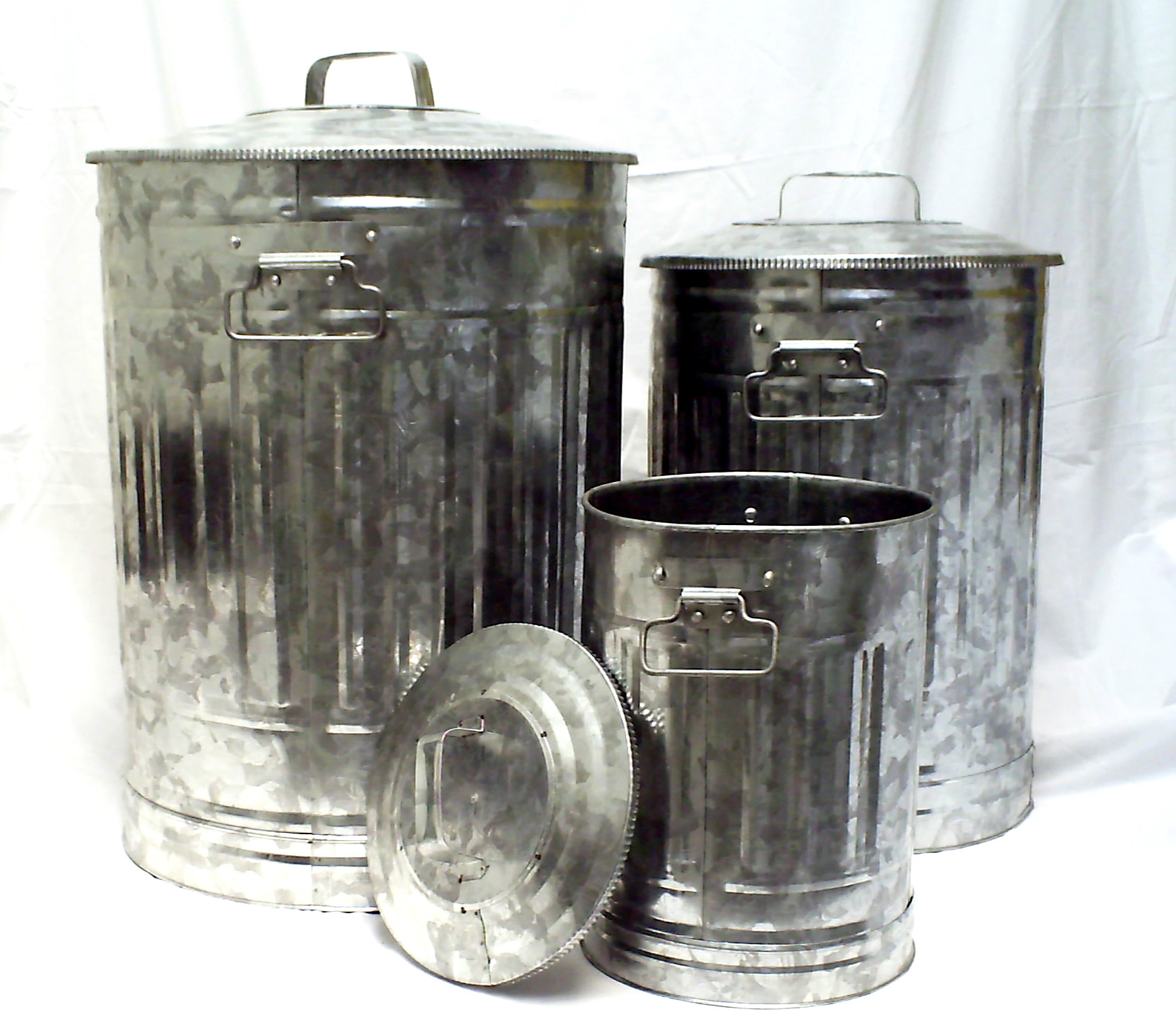
Latas de lixo vintage
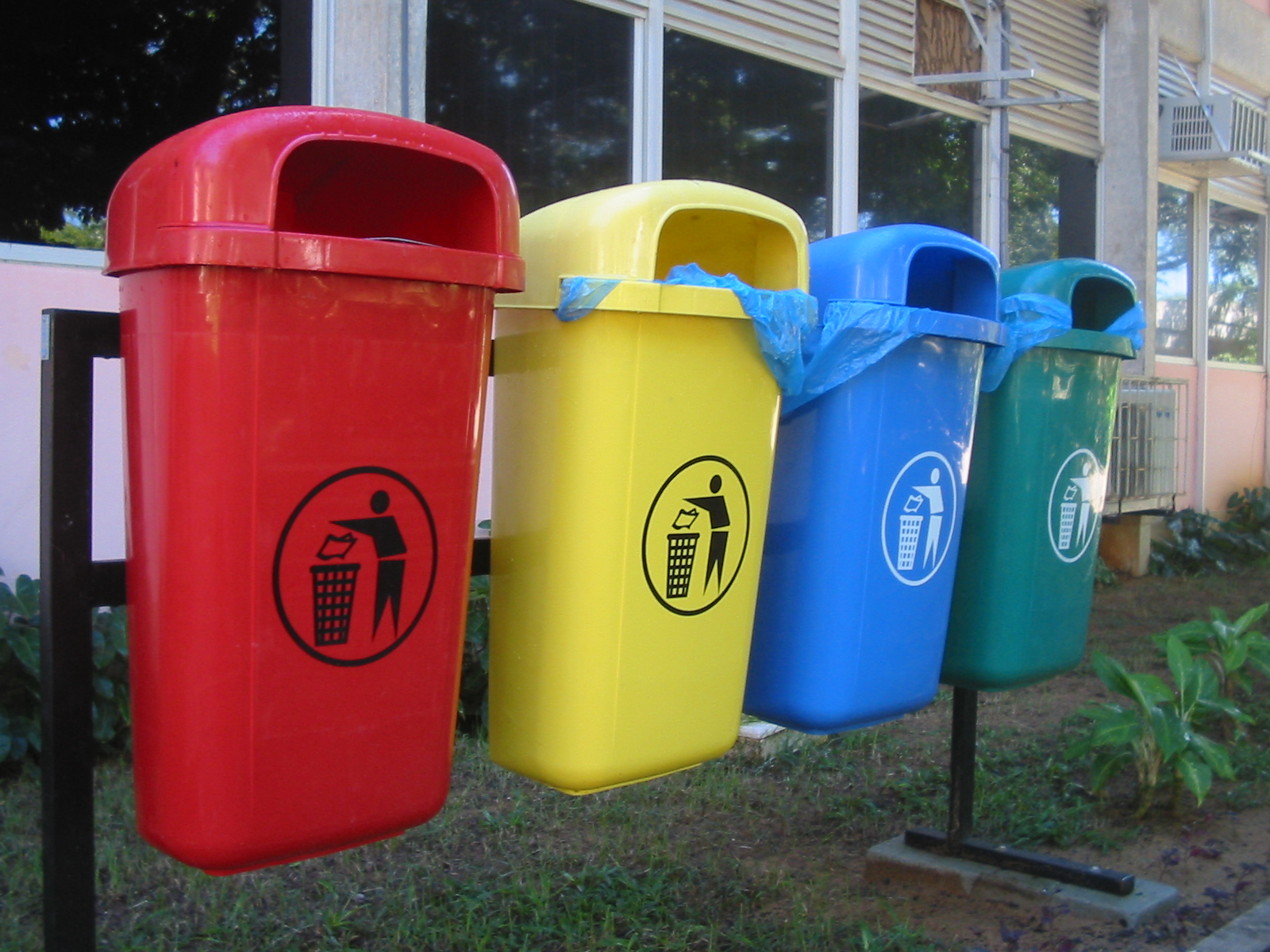
Papeleiras com as cores da reciclagem